# Jul i andlighetens rum
Jul i andlighetens rum är ett julalbum av Sonja Aldén, utgivet 7 november 2014.

## Låtlista
1. Jul, jul, strålande jul
2. Bereden väg för Herran (med Åsa Jinder)
3. Gläns över sjö och strand
4. En stjärna lyser så klar (En stjerne skinner i natt)
5. Snön
6. Viskar en bön
7. Stilla natt (Stille Nacht, helige Nacht)
8. Koppången
9. O helga natt (Cantique de Noël)
10. När det lider mot jul (med Åsa Jinder)
11. Den första julen
12. Ave Maria

## Listplaceringar
| Lista (2014) | Topplacering |
| ------------ | ------------ |
| Sverige      | 6            |

### Fotnoter
1. ↑  ”Jul i andlighetens rum”. Ginza musik. 27 februari 2014. Arkiverad från originalet den 29 november 2014. https://web.archive.org/web/20141129050837/http://www.ginza.se/product/alden-sonja/jul-i-andlighetens-rum-2014/44001/. Läst 22 november 2014.
2. ↑  ”Jul i andlighetens rum”. Svensk mediadatabas. 27 februari 2014. Arkiverad från originalet den 29 november 2014. https://web.archive.org/web/20141129115935/http://smdb.kb.se/catalog/id/003540650. Läst 22 november 2014.
3. ↑  ”Jul i andlighetens rum”. Swedishcharts. 27 februari 2014. http://www.swedishcharts.com/showitem.asp?interpret=Sonja+Ald%E9n&titel=Jul+a+andlighetens+rum&cat=a. Läst 19 december 2014.